# 잭오랜턴

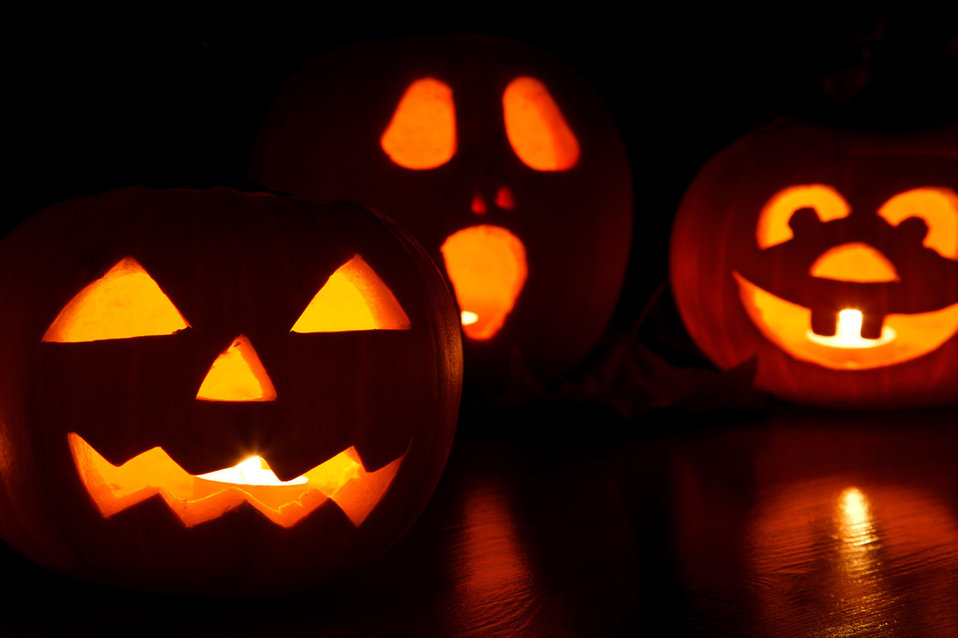
잭오랜턴의 모습

잭오랜턴(영어: Jack-o'-lantern/Jack o'lantern)은 주로 호박의 속을 파내고 껍질에 눈과 입 모양의 구멍을 낸 공예품으로, 호박이 아닌 다른 재료로 만들기도 한다. 할로윈 축제에 주로 사용된다.

## 같이 보기
- 할로윈
- 호박